# Deuxième circonscription de la Guyane
La deuxième circonscription de la Guyane est l'une des deux circonscriptions législatives françaises que compte le département de la Guyane (973) situé en région Guyane.
De 1986 à 2012 elle englobait la quasi-totalité des 22 communes du département hormis Cayenne et Macouria. Depuis 2012 elle recouvre 14 communes de la Guyane centrale et occidentale, dont Saint-Laurent-du-Maroni et Kourou, qui regroupaient plus de la moitié de ses 132 437 habitants en 2014.

## Description géographique et démographique

### De 1986 à 2012

Carte de la deuxième circonscription de la Guyane de 1986 à 2012

La deuxième circonscription de la Guyane est délimitée par le découpage électoral de la loi no 86-1197 du 24 novembre 1986
, elle regroupe les divisions administratives suivantes : canton d'Approuague-Kaw, canton d'Iracoubo, canton de Kourou, canton de Mana, canton de Maripasoula, canton de Matoury, Canton de Montsinéry-Tonnegrande, canton de Saint-Georges-de-l'Oyapock, canton de Rémire-Montjoly, canton de Roura, canton de Saint-Laurent-du-Maroni, canton de Sinnamary.
D'après le recensement général de la population en 1999, réalisé par l'Institut national de la statistique et des études économiques (INSEE), la population totale de cette circonscription est estimée à 101 346 habitants,.

### Depuis 2012
À la suite du redécoupage des circonscriptions datant de juin 2009, les trois communes du canton de Saint-Georges-de-l'Oyapock (Camopi, Ouanary, Saint-Georges-de-l'Oyapock) et les cantons mono-communaux de Matoury, Approuague-Kaw, Rémire-Montjoly et Roura passent de la première à la deuxième circonscription, tandis que le canton mono-communal de Macouria passe de la première à la deuxième circonscription[Quoi ?].
La loi no 2011-884 du 27 juillet 2011 supprimant le conseil général de la Guyane, remplacé par l'Assemblée de Guyane, acte la disparition des cantons. La deuxième circonscription est composée des communes suivantes :

| Nom                     | Code Insee | Intercommunalité       | Superficie (km2) | Population (dernière pop. légale) | Densité (hab./km2) |
| ----------------------- | ---------- | ---------------------- | ---------------- | --------------------------------- | ------------------ |
| Apatou                  | 97360      | CC de l'Ouest guyanais | 2 020            | 10 059 (2022)                     | 5                  |
| Awala-Yalimapo          | 97361      | CC de l'Ouest guyanais | 187,4            | 1 549 (2022)                      | 8,3                |
| Grand-Santi             | 97357      | CC de l'Ouest guyanais | 2 112            | 9 390 (2022)                      | 4,4                |
| Iracoubo                | 97303      | CC des Savanes         | 2 762            | 1 685 (2022)                      | 0,61               |
| Kourou                  | 97304      | CC des Savanes         | 2 160            | 24 470 (2022)                     | 11                 |
| Macouria                | 97305      | CA du Centre Littoral  | 377,5            | 18 807 (2022)                     | 50                 |
| Mana                    | 97306      | CC de l'Ouest guyanais | 6 332,6          | 11 364 (2022)                     | 1,8                |
| Maripasoula             | 97353      | CC de l'Ouest guyanais | 18 360           | 8 423 (2022)                      | 0,46               |
| Montsinéry-Tonnegrande  | 97313      | CA du Centre Littoral  | 600              | 3 457 (2022)                      | 5,8                |
| Papaichton              | 97362      | CC de l'Ouest guyanais | 2 628            | 5 530 (2022)                      | 2,1                |
| Saint-Élie              | 97358      | CC des Savanes         | 5 680            | 157 (2022)                        | 0,03               |
| Saint-Laurent-du-Maroni | 97311      | CC de l'Ouest guyanais | 4 830            | 51 732 (2022)                     | 11                 |
| Saül                    | 97352      | CC de l'Ouest guyanais | 4 475            | 297 (2022)                        | 0,07               |
| Sinnamary               | 97312      | CC des Savanes         | 1 340            | 2 801 (2022)                      | 2,1                |

## Historique des députations
| Législature | Début de mandat | Fin de mandat  | Député                                                | Parti politique       | Observations                                                                           |
| ----------- | --------------- | -------------- | ----------------------------------------------------- | --------------------- | -------------------------------------------------------------------------------------- |
| IXe         | 23 juin 1988    | 1er avril 1993 | Léon Bertrand,                                        | RPR,                  |                                                                                        |
| Xe          | 2 avril 1993    | 21 avril 1997  | Léon Bertrand,                                        | RPR,                  | Mandat écourté à la suite d'une dissolution parlementaire décidée par Jacques Chirac.  |
| XIe         | 12 juin 1997    | 18 juin 2002   | Léon Bertrand                                         | RPR                   |                                                                                        |
| XIIe        | 19 juin 2002    | 19 juin 2007   | Léon Bertrand (2002) puis Juliana Rimane (2002-2007), | UMP,                  |                                                                                        |
| XIIIe       | 20 juin 2007    | 19 juin 2012   | Chantal Berthelot,                                    | PSG,                  |                                                                                        |
| XIVe        | 20 juin 2012    | 20 juin 2017   | Chantal Berthelot                                     | PSG                   |                                                                                        |
| XVe         | 21 juin 2017    | 21 juin 2022   | Lénaïck Adam                                          | LREM                  |                                                                                        |
| XVIe        | 22 juin 2022    | 9 juin 2024    | Davy Rimane                                           | Divers gauche (NUPES) | Mandat écourté à la suite d'une dissolution parlementaire décidée par Emmanuel Macron. |
| XVIIe       | 8 juillet 2024  | En cours       | Davy Rimane                                           | PLD                   |                                                                                        |

## Historique des élections

### Élections de 1988
| Candidat       | Candidat             | Parti          | Premier tour | Premier tour | Second tour | Second tour |  |
| Candidat       | Candidat             | Parti          | Voix         | %            | Voix        | %           |  |
| -------------- | -------------------- | -------------- | ------------ | ------------ | ----------- | ----------- |  |
|                | Étienne Yves Barrat  | PSG            | 3 723        | 45,62        | 4 902       | 48,58       |  |
|                | Léon Bertrand élu    | Divers droite  | 2 564        | 31,42        | 5 188       | 51,42       |  |
|                | Paulin Bruné sortant | RPR (URC)      | 1 874        | 22,96        |             |             |  |
|                |                      |                |              |              |             |             |  |
| Inscrits       | Inscrits             | Inscrits       | 15 144       | 100,00       | 15 142      | 100,00      |  |
| Abstentions    | Abstentions          | Abstentions    | 6 673        | 44,06        | 4 848       | 32,02       |  |
| Votants        | Votants              | Votants        | 8 471        | 55,94        | 10 294      | 67,98       |  |
| Blancs et nuls | Blancs et nuls       | Blancs et nuls | 310          | 3,66         | 204         | 1,98        |  |
| Exprimés       | Exprimés             | Exprimés       | 8 161        | 96,34        | 10 090      | 98,02       |  |

Le suppléant de Léon Bertrand était Ferdinand Madeleine, maire d'Iracoubo.

### Élections de 1993
|                | Léon Bertrand sortant réélu | RPR (UPF)                  | 6 293  | 52,14  |  |  |  |
|                | Georges Patient             | Divers gauche (Maj. prés.) | 3 938  | 32,63  |  |  |  |
|                | Maurice Pindard             | MDES                       | 812    | 6,73   |  |  |  |
|                | Jacques Perantoni           | PSG                        | 409    | 3,39   |  |  |  |
|                | Paule Pinque                | FN                         | 350    | 2,9    |  |  |  |
|                | Robert Euryale              | Divers droite              | 267    | 2,21   |  |  |  |
|                |                             |                            |        |        |  |  |  |
| Inscrits       | Inscrits                    | Inscrits                   | 21 207 | 100,00 |  |  |  |
| Abstentions    | Abstentions                 | Abstentions                | 8 452  | 39,85  |  |  |  |
| Votants        | Votants                     | Votants                    | 12 755 | 60,15  |  |  |  |
| Blancs et nuls | Blancs et nuls              | Blancs et nuls             | 686    | 5,38   |  |  |  |
| Exprimés       | Exprimés                    | Exprimés                   | 12 069 | 94,62  |  |  |  |

### Élections de 1997
| Candidat       | Candidat                    | Parti          | Premier tour | Premier tour | Second tour | Second tour |  |
| Candidat       | Candidat                    | Parti          | Voix         | %            | Voix        | %           |  |
| -------------- | --------------------------- | -------------- | ------------ | ------------ | ----------- | ----------- |  |
|                | Léon Bertrand sortant réélu | RPR (UDF)      | 4 913        | 50,62        | 6 644       | 63,39       |  |
|                | Maryse Gauthier             | Divers gauche  | 1 217        | 12,54        | 3 837       | 36,61       |  |
|                | Benoît Bechet               | MDES           | 1 035        | 10,66        |             |             |  |
|                | Conrad Desflots             | Divers gauche  | 1 009        | 10,4         |             |             |  |
|                | Jean-Aubéric Charles        | Divers gauche  | 700          | 7,21         |             |             |  |
|                | Noëlle Daunis               | FN             | 407          | 4,19         |             |             |  |
|                | Ursula Visser               | GÉ             | 246          | 2,53         |             |             |  |
|                | Émile Gores                 | Divers droite  | 179          | 1,84         |             |             |  |
|                |                             |                |              |              |             |             |  |
| Inscrits       | Inscrits                    | Inscrits       | 25 547       | 100,00       | 25 547      | 100,00      |  |
| Abstentions    | Abstentions                 | Abstentions    | 15 161       | 59,35        | 14 382      | 56,3        |  |
| Votants        | Votants                     | Votants        | 10 386       | 40,65        | 11 165      | 43,7        |  |
| Blancs et nuls | Blancs et nuls              | Blancs et nuls | 680          | 6,55         | 684         | 6,13        |  |
| Exprimés       | Exprimés                    | Exprimés       | 9 706        | 93,45        | 10 481      | 93,87       |  |

Le suppléant de Léon Bertrand était Serge Félix, agent EDF, premier adjoint au maire de Remire-Montjoly.

### Élections de 2002
| Candidat       | Candidat                    | Parti          | Premier tour | Premier tour | Second tour | Second tour |  |
| Candidat       | Candidat                    | Parti          | Voix         | %            | Voix        | %           |  |
| -------------- | --------------------------- | -------------- | ------------ | ------------ | ----------- | ----------- |  |
|                | Léon Bertrand sortant réélu | UMP            | 5 452        | 49,49        | 7 169       | 64,46       |  |
|                | Jean-Étienne Antoinette     | Walwari        | 2 053        | 18,64        | 3 952       | 35,54       |  |
|                | Chantal Berthelot           | PSG            | 1 353        | 12,28        |             |             |  |
|                | Maurice Pindard             | MDES           | 660          | 5,99         |             |             |  |
|                | Christian Epailly           | Divers droite  | 442          | 4,01         |             |             |  |
|                | Sandrine Espera Leroy       | FN             | 406          | 3,69         |             |             |  |
|                | Dominique Nugent            | Divers gauche  | 303          | 2,75         |             |             |  |
|                | Benoît Bechet               | Régionaliste   | 207          | 1,88         |             |             |  |
|                | Georges Morvan              | Divers gauche  | 95           | 0,86         |             |             |  |
|                | Maurice Willenbucher        | MNR            | 45           | 0,41         |             |             |  |
|                |                             |                |              |              |             |             |  |
| Inscrits       | Inscrits                    | Inscrits       | 32 291       | 100,00       | 32 290      | 100,00      |  |
| Abstentions    | Abstentions                 | Abstentions    | 20 890       | 64,69        | 20 499      | 63,48       |  |
| Votants        | Votants                     | Votants        | 11 401       | 35,31        | 11 791      | 36,52       |  |
| Blancs et nuls | Blancs et nuls              | Blancs et nuls | 385          | 3,38         | 670         | 5,68        |  |
| Exprimés       | Exprimés                    | Exprimés       | 11 016       | 96,62        | 11 121      | 94,32       |  |

La suppléante de Léon Bertrand était Juliana Rimane, bibliothécaire. Juliana Rimane remplaàa Léon Bertrand, nommé membre du gouvernement, du 19 juillet 2002 au 19 juin 2007.

### Élections de 2007
| Candidat       | Candidat                | Parti          | Premier tour | Premier tour | Second tour | Second tour |  |
| Candidat       | Candidat                | Parti          | Voix         | %            | Voix        | %           |  |
| -------------- | ----------------------- | -------------- | ------------ | ------------ | ----------- | ----------- |  |
|                | Léon Bertrand sortant   | UMP            | 6 072        | 42,04        | 8 034       | 47,13       |  |
|                | Chantal Berthelot, élue | PSG            | 3 353        | 23,22        | 9 012       | 52,87       |  |
|                | Fabien Canavy           | MDES           | 2 485        | 17,21        |             |             |  |
|                | Brigitte Wyngaarde      | Les Verts      | 1380         | 9,55         |             |             |  |
|                | Thierry Nelson          | UDF–MoDem      | 858          | 5,94         |             |             |  |
|                | Sylvie Collet           | FN             | 295          | 2,04         |             |             |  |
|                |                         |                |              |              |             |             |  |
| Inscrits       | Inscrits                | Inscrits       | 40 492       | 100,00       | 40 490      | 100,00      |  |
| Abstentions    | Abstentions             | Abstentions    | 25 377       | 62,67        | 22 589      | 55,79       |  |
| Votants        | Votants                 | Votants        | 15 115       | 37,33        | 17 901      | 44,21       |  |
| Blancs et nuls | Blancs et nuls          | Blancs et nuls | 672          | 4,45         | 855         | 4,78        |  |
| Exprimés       | Exprimés                | Exprimés       | 14 443       | 95,55        | 17 046      | 95,22       |  |

### Élections de 2012
| Candidat       | Candidat                          | Parti          | Premier tour | Premier tour | Second tour | Second tour |  |
| Candidat       | Candidat                          | Parti          | Voix         | %            | Voix        | %           |  |
| -------------- | --------------------------------- | -------------- | ------------ | ------------ | ----------- | ----------- |  |
|                | Chantal Berthelot sortante réélue | AGEG           | 3 699        | 38,17        | 7 081       | 61,00       |  |
|                | Léon Bertrand                     | UMP            | 2 957        | 30,51        | 4 528       | 39,00       |  |
|                | Sergine Kokasson                  | PSG            | 931          | 9,61         |             |             |  |
|                | José Guillolet,                   | Divers gauche  | 750          | 7,74         |             |             |  |
|                | Aldo Néman                        | Divers         | 639          | 6,59         |             |             |  |
|                | José Gaillou                      | EÉLV           | 435          | 4,49         |             |             |  |
|                | Armand Achille                    | MDES           | 280          | 2,89         |             |             |  |
|                |                                   |                |              |              |             |             |  |
| Inscrits       | Inscrits                          | Inscrits       | 30 818       | 100,00       | 30 819      | 100,00      |  |
| Abstentions    | Abstentions                       | Abstentions    | 20 721       | 67,24        | 18 741      | 60,81       |  |
| Votants        | Votants                           | Votants        | 10 097       | 32,76        | 12 078      | 39,19       |  |
| Blancs et nuls | Blancs et nuls                    | Blancs et nuls | 406          | 4,02         | 469         | 3,88        |  |
| Exprimés       | Exprimés                          | Exprimés       | 9 691        | 95,98        | 11 609      | 96,12       |  |

### Élections de 2017
Député sortant : Chantal Berthelot (Parti socialiste).
|                                                                             |                                                                                 |                           |                           |                          |                          |
|                                                                             |                                                                                 | Premier tour 10 juin 2017 | Premier tour 10 juin 2017 | Second tour 17 juin 2017 | Second tour 17 juin 2017 |
|                                                                             |                                                                                 |                           |                           |                          |                          |
|                                                                             |                                                                                 | Nombre                    | % des inscrits            | Nombre                   | % des inscrits           |
| Inscrits                                                                    | Inscrits                                                                        | 39 421                    | 100,00                    | 39 422                   | 100,00                   |
| Abstentions                                                                 | Abstentions                                                                     | 29 134                    | 73,90                     | 25 586                   | 64,90                    |
| Votants                                                                     | Votants                                                                         | 10 287                    | 26,10                     | 13 836                   | 35,10                    |
|                                                                             |                                                                                 |                           | % des votants             |                          | % des votants            |
| Bulletins blancs                                                            | Bulletins blancs                                                                | 272                       | 2,64                      | 312                      | 2,25                     |
| Bulletins nuls                                                              | Bulletins nuls                                                                  | 150                       | 1,46                      | 241                      | 1,74                     |
| Suffrages exprimés                                                          | Suffrages exprimés                                                              | 9 865                     | 95,90                     | 13 283                   | 96,00                    |
|                                                                             |                                                                                 |                           |                           |                          |                          |
| Candidat Étiquette politique (partis et alliances)                          | Candidat Étiquette politique (partis et alliances)                              | Voix                      | % des exprimés            | Voix                     | % des exprimés           |
|                                                                             |                                                                                 |                           |                           |                          |                          |
|                                                                             | Lénaïck Adam La République en marche                                            | 3 595                     | 36,44                     | 6 670                    | 50,21                    |
|                                                                             | Davy Rimane Régionaliste                                                        | 2 001                     | 20,28                     | 6 613                    | 49,79                    |
|                                                                             | Chantal Berthelot* Divers gauche (À gauche en Guyane - Parti radical de gauche) | 1 919                     | 19,45                     |                          |                          |
| Jean-Étienne Antoinette Divers gauche (Walwari - Europe Écologie Les Verts) | 934                                                                             | 9,47                      |                           |                          |                          |
| Richard Joigny Divers gauche (Parti progressiste guyanais)                  | 571                                                                             | 5,79                      |                           |                          |                          |
|                                                                             | Juliana Rimane Les Républicains                                                 | 429                       | 4,35                      |                          |                          |
|                                                                             | Paul Persdam La France insoumise                                                | 241                       | 2,44                      |                          |                          |
|                                                                             | Bernard Taddeï Union populaire républicaine                                     | 175                       | 1,77                      |                          |                          |
| Source : Ministère de l'Intérieur - Deuxième circonscription de la Guyane   |                                                                                 |                           |                           |                          |                          |
| * députée sortante                                                          |                                                                                 |                           |                           |                          |                          |

### Élection partielle de 2018
Les électeurs de la circonscription sont appelés à élire un nouveau député à la suite de l'annulation des résultats de juin 2017 par le Conseil constitutionnel. En effet, l'élection de Lénaïck Adam (LREM) est annulée le 8 décembre 2017 en raison de l'absence d'assesseurs dans deux bureaux de vote, entraînant l'annulation des suffrages exprimés dans ceux-ci. Le nombre de bulletins annulés étant supérieur à l'écart de voix entre les deux candidats présent au 2d tour, une nouvelle élection doit avoir lieu.
L'élection partielle se tient les 4 et 11 mars 2018. En raison d'un deuil familial, Mylène Mazia (DVG) décide de retirer sa candidature le 16 février 2018. Comme ce retrait intervient après la fin du dépôt des candidatures, il se matérialise par la non-présence de bulletins de vote en faveur de la candidate le jour du scrutin.
| Candidat         | Candidat            | Parti       | Premier tour | Premier tour | Premier tour | Second tour | Second tour | Second tour |
| Candidat         | Candidat            | Parti       | Voix         | %            | +/- 2017     | Voix        | %           | +/- 2017    |
| ---------------- | ------------------- | ----------- | ------------ | ------------ | ------------ | ----------- | ----------- | ----------- |
|                  | Lénaïck Adam*       | LREM (UDI)  | 5 927        | 43,10        | 6,66 pts     | 8 320       | 50,64       | 0,43 pts    |
|                  | Davy Rimane         | Rég. (FI)   | 4 830        | 35,12        | 14,84 pts    | 8 107       | 49,36       | 0,43 pts    |
|                  | David Riché         | PSG         | 1 385        | 10,07        | Nouv.        |             |             |             |
|                  | José Makebe         | DVD         | 683          | 4,97         | Nouv.        |             |             |             |
|                  | Richard Joigny      | PPG         | 305          | 2,22         | 3,57 pts     |             |             |             |
|                  | Jean-Philippe Dolor | LREM diss.  | 271          | 1,97         | Nouv.        |             |             |             |
|                  | Jérôme Harbourg     | FN          | 248          | 1,80         | Nouv.        |             |             |             |
|                  | Georges Mignot      | UPR         | 104          | 0,76         | 1,01 pt      |             |             |             |
|                  | Mylène Mazia        | DVG         | 0            | 0            | Nouv.        |             |             |             |
|                  |                     |             |              |              |              |             |             |             |
| Inscrits         | Inscrits            | Inscrits    | 40 587       | 100,00       |              | 40 593      | 100,00      |             |
| Abstentions      | Abstentions         | Abstentions | 26 477       | 65,24        | 23 750       | 58,51       |             |             |
| Votants          | Votants             | Votants     | 14 110       | 34,76        | 16 843       | 41,49       |             |             |
| Blancs           | Blancs              | Blancs      | 183          | 1,30         | 258          | 1,53        |             |             |
| Nuls             | Nuls                | Nuls        | 174          | 1,23         | 166          | 0,98        |             |             |
| Exprimés         | Exprimés            | Exprimés    | 13 753       | 97,47        | 16 247       | 96,46       |             |             |
| * député sortant |                     |             |              |              |              |             |             |             |

### Élections de 2022
Député sortant : Lénaïck Adam (La République en marche).
| Candidat                 | Candidat                   | Parti                    | Nuance                   | Premier tour | Premier tour | Second tour | Second tour |
| Candidat                 | Candidat                   | Parti                    | Nuance                   | Voix         | %            | Voix        | %           |
| ------------------------ | -------------------------- | ------------------------ | ------------------------ | ------------ | ------------ | ----------- | ----------- |
|                          | Lénaïck Adam               | LREM–GR (ENS)            | ENS                      | 3 754        | 31,87        | 7 015       | 45,88       |
|                          | Davy Rimane                | SE (NUPES)               | DVG                      | 2 510        | 21,31        | 8 276       | 54,12       |
|                          | Manuel Jean-Baptiste       | SE                       | REG                      | 1 425        | 12,10        |             |             |
|                          | Christophe Yanuwana Pierre | SE (NUPES)               | REG                      | 1 312        | 11,14        |             |             |
|                          | Jean-Philippe Dolor        | LR (UDC)                 | DVC                      | 1 303        | 11,06        |             |             |
|                          | Gillermo Jojé              | SE (NUPES)               | DVG                      | 484          | 4,11         |             |             |
|                          | Virginie Thomas            | RN                       | RN                       | 425          | 3,61         |             |             |
|                          | Wender Karam               | PSG (NUPES)              | DVG                      | 416          | 3,53         |             |             |
|                          | Jenny Bunch                | DLF (UPF)                | DSV                      | 149          | 1,27         |             |             |
|                          |                            |                          |                          |              |              |             |             |
| Votes valides            | Votes valides              | Votes valides            | Votes valides            | 11 778       | 97,19        | 15 291      | 97,54       |
| Votes blancs             | Votes blancs               | Votes blancs             | Votes blancs             | 222          | 1,83         | 222         | 1,42        |
| Votes nuls               | Votes nuls                 | Votes nuls               | Votes nuls               | 118          | 0,97         | 164         | 1,05        |
| Total                    | Total                      | Total                    | Total                    | 12 118       | 100          | 15 677      | 100         |
| Abstention               | Abstention                 | Abstention               | Abstention               | 34 355       | 73,92        | 30 912      | 66,35       |
| Inscrits / participation | Inscrits / participation   | Inscrits / participation | Inscrits / participation | 46 473       | 26,08        | 46 589      | 33,65       |

### Élections de 2024
| Candidat                 | Candidat                             | Parti et coalition       | Nuance                   | Premier tour | Premier tour | Second tour | Second tour |
| Candidat                 | Candidat                             | Parti et coalition       | Nuance                   | Voix         | %            | Voix        | %           |
| ------------------------ | ------------------------------------ | ------------------------ | ------------------------ | ------------ | ------------ | ----------- | ----------- |
|                          | Davy Rimane                          | SE (NFP)                 | REG                      | 8 307        | 60,21        | 8 422       | 100,00      |
|                          | Sophie Charles                       | SE                       | DVC                      | 3 516        | 25,49        | Retrait     | Retrait     |
|                          | Jean-Philippe Dolor[réf. nécessaire] | SE                       | DVC                      | 1 110        | 8,05         |             |             |
|                          | Aldo Neman                           | CA                       | DVG                      | 594          | 4,31         |             |             |
|                          | Sébastien Caugnant                   | LO                       | EXG                      | 269          | 1,95         |             |             |
|                          |                                      |                          |                          |              |              |             |             |
| Votes valides            | Votes valides                        | Votes valides            | Votes valides            | 13 796       | 96,06        | 8 422       | 91,94       |
| Votes blancs             | Votes blancs                         | Votes blancs             | Votes blancs             | 296          | 2,06         | 616         | 6,72        |
| Votes nuls               | Votes nuls                           | Votes nuls               | Votes nuls               | 270          | 1,88         | 122         | 1,33        |
| Total                    | Total                                | Total                    | Total                    | 14 362       | 100          | 9 161       | 100         |
| Abstention               | Abstention                           | Abstention               | Abstention               | 35 293       | 71,08        | 40 422      | 81,52       |
| Inscrits / participation | Inscrits / participation             | Inscrits / participation | Inscrits / participation | 49 655       | 28,92        | 49 583      | 18,48       |